# Bernd Köstering
Bernd Köstering (geb. 1954 in Weimar) ist ein deutscher Schriftsteller vorwiegend von Kriminalromanen.

## Leben
Köstering gab 2010 sein Debüt als Kriminalbuchautor. Er  etablierte zusammen mit dem Gmeiner-Verlag das Subgenre Literaturkrimi. Seine Romane spielen sowohl in seiner Geburtsstadt Weimar als auch in seiner neuen Heimat Offenbach am Main. Seine Hauptfigur ist der Literaturdozent Hendrik Wilmut. Johann Wolfgang Goethe und seine Werke spielen eine wichtige Rolle.  2024 wechselte er zum historischen Roman. Zudem veröffentlichte er Limericks.

## Werke (Auswahl)
- Goetheruh: Henrik Wilmuts erster Fall, Gmeiner-Verlag 2010.
- Goetheglut: Henrik Wilmuts zweiter Fall, Gmeiner-Verlag 2011.
- Goethesturm: Henrik Wilmuts dritter Fall, Gmeiner-Verlag 2012.
- Falkenspur, Gmeiner-Verlag Meßkirch 2016.
- Mörderisches Oberhessen: 11 Krimis und 125 Freizeittipps, Gmeiner-Verlag Meßkirch 2017.
- Falkenspur, Gmeiner-Verlag Meßkirch 2016.
- Falkensturz, Gmeiner-Verlag Meßkirch 2014.
- Falkentod, Gmeiner-Verlag Meßkirch 2018.
- Goethespur, Gmeiner-Verlag Meßkirch 2019.
- Lieblingsplätze Frankfurt am Main, Gmeiner-Verlag Meßkirch 2021.
- Goetheherz, Gmeiner-Verlag Meßkirch 2021.
- Die Witwen von Weimar, Gmeiner-Verlag Meßkirch 2024.